# Tina Sloan
Tina Sloan (Bronxville, 1 februari 1943) is een Amerikaanse actrice.
Sloan is het meest bekend van haar rol als Lillian Raines in de televisieserie Guiding Light waar zij in 294 afleveringen speelde (1983-2009).

## Biografie
Sloan heeft de high school doorlopen aan de Ursuline School in New Rochelle en aan de Manhattanville College in Westchester County. Hierna heeft zij het acteren geleerd aan de Royal Academy of Dramatic Art in Londen.
Sloan was tot de dood van haar echtgenoot getrouwd, vanaf 1976 is zij opnieuw getrouwd waaruit zij een zoon heeft.

## Filmografie

### Films
- 2017 The Post - als vrouw
- 2011 Happy New Year – als Grace
- 2010 Black Swan – als mrs. Fithian
- 2007 The Brave One – als verkoopster
- 2002 People I Know – als receptioniste van dr. Napier
- 2002 The Guru – als Kitty
- 2002 Changing Lanes – als mrs. Delano
- 2001 The Curse of the Jade Scorpion – als gaste van Kensington
- 1998 Celebrity – als patiënte in wachtkamer

### Televisieseries
Uitgezonderd eenmalige gastrollen.
- 2014 - 2020 Beacon Hill - als Louise Casell - 7 afl.
- 2009 – 2016 Venice the Series – als Katherine Pierce – 51 afl.
- 1983 – 2009 Guiding Light – als Lillian Raines – 294 afl.
- 2009 Empire – als Theodora - ? afl.
- 1980 – 1981 Another World – als dr. Olivia Delaney – 25 afl.
- 1976 – 1977 Search for Tomorrow – als Patti Baron Tate Whiting McCleary - ? afl.
- 1974 – 1976 Somerset – als Kate Thornton Cannell – 7 afl.

- International Standard Name Identifier: 0000 0000 7791 9227
- Library of Congress Control Number: n2010023287
- Virtual International Authority File: 120445910
- WorldCat: E39PBJvmGKDDkT9kjwtqyWM9Dq